# Ваховский (деревня)
Ваховский — деревня в Татарском районе Новосибирской области. Входит в состав Северотатарского сельсовета.

## География
Площадь деревни — 84 гектаров.

## История
В 1976 году Указом Президиума ВС РСФСР посёлок фермы № 2 совхоза «Северотатарский» переименован в Ваховский.

## Население
| 2002 | 2007 | 2010 |
| ---- | ---- | ---- |
| 109  | ↘99  | ↘69  |

## Инфраструктура
В деревне по данным на 2007 год функционируют 1 учреждение здравоохранения и 1 учреждение образования.